# Даггер (Індіана)
Даггер (англ. Dugger) — місто (англ. town) в США, в окрузі Салліван штату Індіана. Населення — 797 осіб (2020).

## Географія
Даггер розташований за координатами 39°4′13″ пн. ш. 87°15′33″ зх. д. / 39.07028° пн. ш. 87.25917° зх. д. (39.070367, -87.259038).  За даними Бюро перепису населення США в 2010 році місто мало площу 1,52 км², уся площа — суходіл.

## Демографія
Згідно з переписом 2010 року, у місті мешкало 920 осіб у 383 домогосподарствах у складі 249 родин. Густота населення становила 606 осіб/км².  Було 439 помешкань (289/км²).
Расовий склад населення:
| - 99,7 % — білих |

До двох чи більше рас належало 0,3 %. Частка іспаномовних становила 0,4 % від усіх жителів.
За віковим діапазоном населення розподілялося таким чином: 24,3 % — особи молодші 18 років, 58,2 % — особи у віці 18—64 років, 17,5 % — особи у віці 65 років та старші. Медіана віку мешканця становила 38,8 року. На 100 осіб жіночої статі у місті припадало 97,0 чоловіків;  на 100 жінок у віці від 18 років та старших — 93,9 чоловіків також старших 18 років.
Середній дохід на одне домашнє господарство  становив 51 119 доларів США (медіана — 51 115), а середній дохід на одну сім'ю — 55 730 доларів (медіана — 53 083). Медіана доходів становила 41 023 долари для чоловіків та 30 089 доларів для жінок. За межею бідності перебувало 8,9 % осіб, у тому числі 8,7 % дітей у віці до 18 років та 18,8 % осіб у віці 65 років та старших.
Цивільне працевлаштоване населення становило 378 осіб. Основні галузі зайнятості: освіта, охорона здоров'я та соціальна допомога — 23,0 %, публічна адміністрація — 16,7 %, виробництво — 13,8 %, роздрібна торгівля — 13,0 %.